# Deinotherium
A Deinotherium az emlősök (Mammalia) osztályának ormányosok (Proboscidea) rendjébe, ezen belül a fosszilis kapafogú őselefántok (Deinotheriidae) családjába tartozó nem.
Családjának a típusneme.

## Tudnivalók
A Deinotherium (azaz magyarul „förtelmes szörny”) a valaha élt egyik legnagyobb szárazföldi emlős volt. Az állatok óriási méretűek voltak, marmagasságuk fajtól függően elérte a 3,59–4,01 métert, tömegük pedig a 8,8–13,2 tonnát. A D. proavum faj hímjeinek átlag marmagassága 3,65 méter, súlya pedig 10,5 tonna lehetett. Lehet, hogy az ormányuk nem volt olyan hosszú, mint a mai elefántok (Elephantidae) ormányai. Az agyaraik lehajoltak, befelé görbültek és az állkapocsból indultak. Az agyaraikat bizonyosan a fakéreg lehántására és a gumók kiásására használták. Mint a mai elefántok, ők is növényevők voltak. Az elefántoktól eltérően, a Deinotheriumoknak kisebb agyuk volt, ami arra következtet, hogy nem voltak olyan intelligensek. A kapafogú őselefántok különleges családja elég korán levált a többi ormányosok családjaitól. Ennek az ormányosnemnek a fajai Afrika, Ázsia és Európa területein barangoltak, középső miocén és kora pleisztocén korszakok között.
A Deinotherium indicum körülbelül 7 millió évvel ezelőtt halt ki, feltehetőleg ugyanazért, mint a Paraceratherium (az élőhelyek elsivatagosodása illetve a füves pusztaságok előretörése miatt). Európában még kitartott a Deinotherium giganteum, de számuk fokozatosan csökkent, majd eltűntek. Legfrissebb leleteiket Romániában találták meg. Afrikában a pliocén során még élt fajuk, együtt az első emberfélékkel (Hominidae). Itt körülbelül 1 millió évvel ezelőtt haltak ki, utolsó fajuk a Deinotherium bozasi volt.
Sok Deinotherium-maradványt találtak Kelet-Afrikában, a Hadarnál, a Laetolinál, az Olduvai-szurdoknál és a Turkana-tónál.

## Rendszerezés
A nembe az alábbi 6 faj tartozik:
- Deinotherium bozasi (Arambourg, 1934)
- Deinotherium giganteum (Kaup, 1829) - szinonimák: D. levius, D. gigantissimum; típusfaj
- Deinotherium indicum (Falconer, 1845)
- Deinotherium "thraceiensis" (Kovachev, 1964)
- Deinotherium proavum (Jourdan, 1861)
- Deinotherium proavum (Eichwald, 1831)